# François Jourdain
Pour les articles homonymes, voir Jourdain (homonymie).
François Jourdain, ou Jourdan, Franciscus Jordanus en latin, est un ecclésiastique, théologien et érudit né à Angers, et mort à Paris en septembre 1599.

## Biographie
Il est né à Angers et non en Normandie comme l'a écrit Guillaume Du Val, repris par Paul Colomiès. Claude Ménard a écrit dans son Catalogue des écrivains angevins qu'il était fils de Pierre Jourdan, Hôte de l'hôtellerie de Saint-Julien de la ville d'Angers et de Michelle Chesnau. Claude Ménard le fait naître à Craon. Gilles Ménage suppose que cette erreur a probablement pour origine le fait que son frère, Pierre Jourdan, sieur de La Houssaye, marchand, demeurait au Vau, paroisse Saint-Clément de Craon. 
François Jourdain est docteur en théologie des Maison et Société de Sorbonne. Il a été un disciple de Gilbert Génébrard au Collège royal pour l'étude de la langue hébraïque avant d'y devenir son collègue. Il a succédé à Jean Cinquarbres à la chaire de langue hébraïque au Collège royal, en 1587.
Il est mort à Paris en septembre 1599, et a enterré dans l'église des Minimes du couvent Notre-Dame-de Toutes-Grâces, dit de Nigeon. Pierre Victor Palma Cayet lui a succédé comme lecteur royal en langue hébraïque au Collège royal.

## Publication
- Ad Lambertum Danæum Sabellianismo doctrinam de sancta Trinitate inficientem, Responsio, publié en 1581,  est une réponse au pasteur Lambert Daneau sur la Trinité. Cette réponse a été imprimée avec une réponse de Gilbert Génébrard.